# 한국교육학술정보원

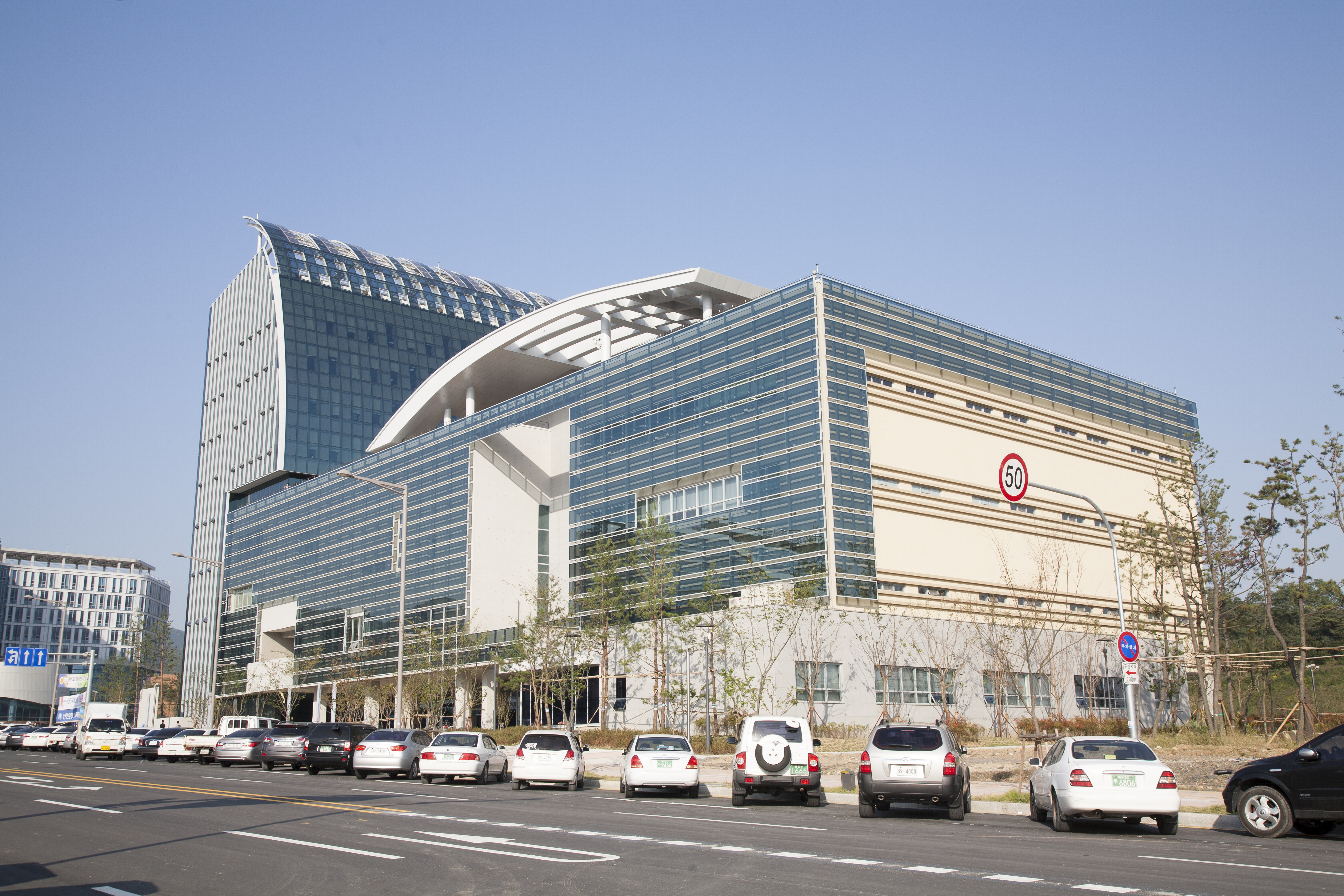
한국교육학술정보원(KERIS)

한국교육학술정보원(韓國敎育學術情報院, Korea Education and Research Information Service, 약칭: KERIS)은 대한민국 교육부 산하 위탁집행형 준정부기관으로, 컴퓨터와 인터넷의 교육적 활용에 관한 기초 연구와 정책 개발, 국가 단위 교육 및 학술연구 정보 서비스를 운영하고 있는 정부산하기관이다. 한국교육학술정보원이 운영하고 있는 대표적인 정보서비스는 에듀넷과 학술 연구 정보 서비스 RISS, 교육행정 정보서비스 나이스(NEIS), 교육재정 정보서비스 에듀파인(edufine), 고등교육 교수학습서비스 KOCW 등이 있다. 대구광역시 동구 동내로 64에 위치하고 있다.

## 설립 근거
- 한국교육학술정보원법[1]

## 사업
한국교육정보원은 다음과 같은 사업을 수행한다.
- 교육 및 학술연구에 필요한 정보의 제작·조사·수집 및 관리와 이를 활용하기 위한 연구
- 교육정보제공체제의 구축 및 관리·운영
- 교육 및 학술정보의 개발·유통에 필요한 정보의 체계화 및 표준화
- 멀티미디어를 이용한 교육용 정보·자료의 연구·개발·발굴 및 보급
- 각급 학교의 도서관 전산화 및 전자도서관의 구축 지원
- 각급 학교의 교육 및 교육행정의 정보화 지원
- 원격교육·연수 및 이에 대한 지원
- 교육 및 학술정보 관련 국제교류 및 협력

## 연혁
- 1996년 6월 21일 : 한국교육개발원 부설 멀티미디어교육연구센터 설립
- 1996년 9월 11일 : 국내 최초 인터넷 교육정보종합서비스 에듀넷 개통
- 1996년 12월 26일 : 한국학술진흥재단 부설 첨단학술정보센터(KRIC) 설립
- 1997년 3월 21일 : 한국교육방송원 부설 멀티미디어교육지원센터(KMEC) 설립
- 1998년 5월 1일 : 국가 연구경쟁력 강화를 위한 학술정보서비스(RISS) 개통
- 1999년 4월 22일 : 한국교육학술정보원 설립(KMEC과 KRIC 통합), 초대 원장 서삼영 박사 취임
- 2000년 8월 1일 :『초·중등학교 정보통신기술 활용 교육지침』개발
- 2001년 3월 23일 : 교육학술분야 종합정보센터 지정(정보통신부)
- 2001년 6월 22일 : 제2대 원장 김영찬 박사 취임
- 2002년 4월 6일 : 에듀넷 가입자 500만명 돌파
- 2002년 4월 18일 : 『전국단위 교육행정정보시스템』 중앙총괄센터 지정
- 2002년 5월 22일 : 『전국교육정보공유체제』 개통
- 2002년 11월 15일 : 『전국디지털자료실지원센터』 개통
- 2003년 11월 18일 : 전국 대학 학술정보공동활용체제 100% 가입 선포
- 2004년 4월 1일 : EBS 수능 인터넷 서비스 『EDUNETi』개통
- 2004년 4월 24일 : 한국교육학술정보원 신청사 입주
- 2004년 7월 16일 : 제3대 원장 황대준 박사 취임
- 2004년 9월 15일 :『중앙교수학습지원센터·에듀넷』 통합 서비스 개통
- 2004년 11월 29일 :『대입전형자료 온라인 제공시스템』 개통
- 2004년 12월 1일 : 일본국립정보학연구소(NII)와 학술정보 공동활용 체제 구축 및 서비스 실시
- 2004년 12월 28일 :『초중등교육정보메타데이터』국가표준 규격(KS X 7001) 획득
- 2005년 4월 1일 : 국가지식정보센터 설치
- 2005년 6월 29일 : 정부산하기관 경영평가 우수기관 선정
- 2005년 7월 1일 : KERIS의 품질경영시스템에 대한 ISO9001 인증 획득
- 2005년 11월 8일 : 제2회 정보화 선도교사 국제 컨퍼런스 개최
- 2005년 11월 23일 : 중국 고등교육문헌보장계통(CALIS)과 학술정보 공동 활용 협정 체결
- 2005년 11월 23일 : 호주교육정보원(Education.au)와 e-러닝 공동 협력 협정 체결
- 2006년 3월 2일 :『홈에듀(Home-Edu)민원서비스)』개통
- 2006년 3월 14일 : 새로운 NEIS 교육업무시스템 개통
- 2006년 9월 11일 : 에듀넷·중앙교수학습센터 개통 10주년
- 2006년 10월 17일 : 에듀넷 및 RISS 시스템 지원 인프라 운영관리 인증 ISO/IEC 20000 획득
- 2006년 12월 5일 : 이러닝 국제컨설팅 인증 ISO 9001:2000 획득
- 2007년 1월 12일 : 제1회 UNESCO-바레인 국왕 교육정보화상 수상
- 2007년 4월 18일 : IMS Learning Impact 2007 대상(Platinum) 수상
- 2007년 6월 29일 : 미래 교실 모델관, U-class 개관
- 2007년 7월 26일 : 제 4대 원장 황대준 원장 취임
- 2007년 9월 5일 : KERIS, 국제 이러닝 표준화 단체 'IMS 글로벌 러닝 컨소시엄' 회원 가입
- 2008년 1월 1일 : 에듀파인(지방교육 행재정 통합시스템) 개통
- 2008년 2월 1일 : ECSC(Education Cyber Security Center) 개소
- 2008년 6월 24일 : 준정부기관 경영평가 '우수기관' 선정
- 2008년 6월 24일 : 제 5대 원장 곽덕훈 박사 취임
- 2008년 7월 15일 : 에듀파인 인프라 개통식
- 2008년 10월 21일 : 세계표준의 날 '국무총리상' 수상
- 2008년 11월 17일 : 이러닝 품질인증 가이드라인 국가표준 제정
- 2008년 11월 18일 : '클린 & 그린 에듀케이션 운동' 선포식 개최
- 2008년 12월 1일 : 초중등학교 교육정보공시시스템(학교 알림) 개통
- 2008년 12월 17일 : 2008 이러닝 우수 제품 시상식 개최
- 2009년 2월 6일 : 한국교육학술정보원법 개정 및 시행(법률 제9414호)
- 2009년 3월 11일 : 제1회 BPK(Business Partner with KERIS) 포럼 개최
- 2009년 3월 24일 : 한국수출입은행과의 교육정보화 국제 컨설팅 협력 MOU 체결
- 2009년 4월 22일 : KERIS 창립 10주년 기념식 및 심포지움 개최
- 2009년 7월 10일 : 한국국제교류재단과 학술정보 국제교류 활성화를 위한 업무협정 체결
- 2009년 8월 10일 : 한국대학교육협의회와 대학교육과 연구활성화를 업무협정 체결
- 2009년 9월 7일 : 제1회 인터넷 윤리 콘텐츠 공모전 시상식 개최
- 2009년 9월 28일 : 한국정보화진흥원과 국가 지식 DB의 공동 활용을 위한 업무협정 체결
- 2009년 12월 1일 : 제 6대 원장 천세영 박사 취임
- 2010년 3월 2일 : [KERIS 청렴 서약] 선포
- 2010년 3월 31일 : 창의적체험활동 종합지원시스템 전국서비스 개통
- 2010년 4월 23일 : 전자출판물 표준화 포럼 사무국 지정
- 2010년 8월 1일 : 교육학술정보 모바일 서비스 개통(사이버가정학습, 우수수업동영상, KOCW)
- 2010년 11월 15일 : 교육정보 콘텐츠 공동이용 그랜드 컨소시엄 운영기관 지정
- 2011년 2월 11일 : 한국방송공사와 청소년 미디어교육 활성화를 위한 업무협정 체결
- 2011년 3월 1일 : 차세대 교육행정정보시스템(나이스, NEIS) 개통
- 2011년 4월 7일 : 대한민국 청소년방송단 창립총회 및 출범
- 2011년 4월 14일 : 국립극장과 디지털 아카이브 자료 연계를 위한 업무협정 체결
- 2011년 5월 25일 : KOCW App, App Award Korea BEST 30 선정
- 2011년 6월 29일 : 스마트교육 추진 전략 수립
- 2011년 7월 7일 : 한국교육학회와 교육정보화 연구 및 학술대회 활성화를 위한 업무협정 체결
- 2011년 9월 6일 : 2011 이러닝 코리아 (e-learning Korea 2011) 개최
- 2011년 10월 11일 : 제7대 원장 김철균 원장 취임
- 2011년 11월 7일 : 2011 한국-국제기구 공동ICT 글로벌 심포지엄 개최
- 2012년 1월 25일 : 이러닝 표준화 사업 대행 및 품질인증 전문기관 지정
- 2012년 3월 2일 : 사이버대학 종합정보 시스템(CUinfo) 서비스 개시
- 2012년 4월 30일 : 대구 신청사 착공식
- 2012년 6월 13일 : 공공기관 경영평가 우수기관 선정
- 2012년 6월 13일 : 재난대응 안전한국훈련 기관표창 수상
- 2012년 7월 9일 : 0079에듀콜 통합콜센터 개통
- 2012년 8월 16일 : e교과서 인터넷 보급-교과서 인터넷 보급
- 2012년 9월 26일 : 한국교육과정평가원과 디지털교과서 관련 업무 협약 체결
- 2012년 9월 29일 : 유치원 정보공시 대국민 서비스 ‘유치원알리미’ 개시
- 2012년 11월 29일 : 제8대 원장 임승빈 원장 취임
- 2012년 12월 1일 : 여성가족부 가족친화 우수기관 선정
- 2012년 12월 27일 : 반부패 경쟁력 평가, 청렴도 평가 우수기관 선정
- 2012년 12월 31일 : 공공기관 고객만족도 우수기관 선정
- 2013년 5월 15일 : IMS Learning Impact Award 2013 대상(Platinum) 수상
- 2013년 6월 24일 : 공공기관 경영평가 우수기관 선정
- 2013년 11월 15일 : 대구 신청사 개청식
- 2013년 12월 19일 : 공공기관 청렴도 평가 우수기관 선정(국민권익위원회)
- 2014년 1월 16일 : 2013 반부패 경쟁력 최우수기관 선정(국민권익위원회)
- 2014년 2월 7일 : 교육행정정보시스템 주요정보통신기반시설 지정
- 2014년 4월 24일 : 대구광역시교육청과 교육정보화 선도 관련 업무협약 체결
- 2014년 6월 18일 : 공공기관 경영평가 우수기관 선정
- 2014년 7월 9일 : 정보보호 유공 기관표창(국무총리 표창) 수상
- 2014년 11월 21일 : 대구광역시민 초청 열린 강좌 개최
- 2015년 4월 14일 : KERIS - 국립대구과학관 업무 협약 체결
- 2015년 11월 4일 : 2015 한-국제기구 공동 ICT 국제 심포지엄 개최
- 2015년 11월 19일 : KERIS 교육정보화 심포지엄 개최(경북대)
- 2015년 12월 17일 : 웹어워드 코리아 "공공서비스" 최우수상 수상(에듀넷)
- 2015년 12월 21일 : 학술정보 이용통계 빅데이터 기반 분석 서비스(RISS Analytics) 실시
- 2015년 12월 24일: 정보보호관리체계(ISMS) 인증 획득
- 2016년 1월 27일: 제 9대 한석수 원장 취임
- 2016년 5월 10일: 교육행정전자서명 인증서비스 국제인증 획득
- 2016년 6월 16일: '2016 KOCW 휴먼테크놀로지 어워드' 사회공공부문 우수상 수상
- 2016년 9월 1일: 우간다. 아프리카 솔라스쿨 개소
- 2016년 10월 4일: 한국교육학술정보원 新비전 선포
- 2016년 11월 1일: 유치원 입학관리시스템 '처음학교로' 서비스 개통
- 2016년 12월 9일: 교육·학술 서비스 분야 개인정보 비식별 조치 전문기관 지정
- 2016년 12월 19일: 에듀넷 '정부3.0 서비스 알리미' 최우수기관 선정(행정자치부)
- 2017년 4월 14일: 에듀넷·티-클리어(T-CLEAR) 공식 오픈
- 2017년 7월 21일: 한국교육학술정보원 종합교육연수원 인가(교육부)
- 2017년 9월 21일: 교육저작권지원센터 지정(교육부)
- 2017년 11월 1일: 나이스, 전자정부 50주년 기념 우수 서비스 10선 선정
- 2018년 7월 12일: 나이스(NEIS), 2018 국가대표 브랜드 대상 수상(행정안전부)
- 2018년 11월 21일: 사이버 폭력 예방교육 지원센터 지정(교육부)
- 2019년 4월 15일: 제 10대 박혜자 원장 취임
- 2019년 7월 18일: RISS, 대한민국 고객만족 브랜드 대상 수상
- 2020년 2월: 교육정보시스템 통합 재해복구센터 준공
- 2024년 5월: 제 11대 정제영 원장 취임

## 조직

### 이사회

#### 감사
- 감사실
  - 청렴감사실

#### 한국교육학술정보원장
- 종합교육연수원
- 대외홍보실
- 경영전략본부
  - 전략기획실
  - 인재경영실
  - 성과평가부
  - 안전재무부
- 디지털교육정책본부
  - 정책연구부
  - 빅데이터분석부
  - AI역량개발부
- 교육서비스본부
  - 디지털교과서부
  - 교수학습지원부
  - ICT플랫폼부
- 대학학술본부
  - 학술진흥부
  - 고등평생교육부
  - 국제협력부
- 교육행정본부
  - 나이스교육행정부
  - 나이스대국민부
  - 나이스시스템부
  - 4세대나이스구축팀
  - 재해복구팀
- 교육재정본부
  - 에듀파인부
  - 유아교육정보부
  - K-에듀파인팀
  - 유치원공공성강화특임팀
- 정보보호본부
  - 개인정보보호부
  - 정보보안부
  - 정보시스템부

## 역대 원장
| 대 | 임기              | 이름         | 경력                                        |
| -- | ----------------- | ------------ | ------------------------------------------- |
| 1  | 1999 ~ 2000       | 서삼영       | 박사 (행정학)                               |
| 2  | 2000 ~ 2004       | 김영찬       | 박사 (컴퓨터공학)                           |
| 3  | 2004 ~ 2008       | 황대준       | 박사 (컴퓨터공학)                           |
| 4  | 2004 ~ 2008       | 황대준(연임) | 박사 (컴퓨터공학)                           |
| 5  | 2008 ~ 2009       | 곽덕훈       | 박사 (컴퓨터공학)                           |
| 6  | 2009.12 ~ 2011. 8 | 천세영       | 박사 (교육학)                               |
| 7  | 2011.10 ~ 2012. 9 | 김철균       | 전 청와대 국민소통 비서관                   |
| 8  | 2012.1 ~ 2015.11  | 임승빈       | 박사 (교육행정), 전 교원소청심사위원장      |
| 9  | 2016.1 ~ 2019.4   | 한석수       | 박사(교육학), 교육부 대학정책실장           |
| 10 | 2019.4 ~ 2021.11  | 박혜자       | 박사(행정학), 전, 민주당 국회의원           |
| 11 | 2022.3 ~ 2024.5   | 서유미       | 박사(교육학), 전, 교원소청심사위원회 위원장 |
| 12 | 2024.5 ~          | 정제영       | 박사(교육학)                                |

## 위치와 찾아가는 길
한국교육학술정보원은 대구광역시 동구 동내로 64(혁신 도시)에 있으며, 대구 지하철 1호선 안심역 1번 출구에서 700m가량 떨어져 있다.

## 같이 보기
- 대한민국의 교육
- 조선민주주의인민공화국의 교육
- 전자 학습

## 참고 자료
- 한국교육학술정보원 - 알리오(공공기관 경영정보 공개시스템)